# Олійник Василь Йонович
Васи́ль Йо́нович Олі́йник (нар. 13 травня 1926, с. Криві Коліна) — український учитель, краєзнавець, поет, гуморист. Колишній директор Кривоколінської школи, почесний громадянин села Криві Коліна.

## Життєпис
Пережив Голодомори 1932—1933 та 1946—1947 років. У червні 1941 року закінчив Кривоколінську семирічну школу.
У липні 1943 року під час нацистської окупації був вивезений на примусові роботи до Німеччини. Після звільнення 5 років відслужив у РА. 1956 року закінчив Уманське педагогічне училище, працював у молодших класах Кривоколінської школи, потім у 5-10 класах, викладав українську мову та літературу. 1967 року (за іншими даними — 1964-го) закінчує Київський державний університет імені Т. Г. Шевченка (заочно).
У 1969—1978 роках — директор Кривоколінської СШ. За час його керівництва збудували нове приміщення школи на 320 місць, заклад став загальноосвітнім. Працював педагогом понад 40 років.
Педагогами стали і його діти, внуки, брати, сестри, племінники — понад 30 освітян.
Співавтор книг про рідне село, зокрема, «Криві Коліна крізь терни і роки. В історії села — історія України» (2010).

## Нагороди, відзнаки
Удостоєний кількох лауреатських звань:
- міжнародної премії ім. Володимира Винниченка,
- обласної краєзнавчої премії ім. Михайла Максимовича,
- премії ім. академіка Петра Тронька (2013, Національна спілка краєзнавців України)
- грамотами обласного й районного відділів освіти.